# Lago Hess
Lago Hess är en sjö i Argentina.   Den ligger i provinsen Río Negro, i den sydvästra delen av landet, 1 400 km sydväst om huvudstaden Buenos Aires. Lago Hess ligger 760 meter över havet. Arean är 1,1 kvadratkilometer. Den sträcker sig 1,9 kilometer i nord-sydlig riktning, och 1,3 kilometer i öst-västlig riktning.
I omgivningarna runt Lago Hess växer i huvudsak blandskog. Runt Lago Hess är det ganska glesbefolkat, med 24 invånare per kvadratkilometer.